# Plutarco de Bizancio
Plutarco (en griego Πλούταρχος) fue obispo de Bizancio por dieciséis años (de 89 hasta su muerte en 105), sucediendo a Policarpo I. Durante su episcopado, sucedió la persecución en contra de los cristianos por parte del emperador romano Trajano (a partir de 98 d. C.)